# Michael Mersch
Michael Mersch, född 2 oktober 1992, är en amerikansk professionell ishockeyspelare som är kontrakterad till NHL-organisationen Dallas Stars och spelar för deras primära samarbetspartner Texas Stars i AHL.  
Han har tidigare spelat på NHL-nivå för Los Angeles Kings och på lägre nivåer för Ontario Reign och Manchester Monarchs i AHL, Wisconsin Badgers (University of Wisconsin-Madison) i NCAA, USNTDP Juniors i USHL och U.S. National U18 Team i NAHL.
Mersch draftades i fjärde rundan i 2011 års draft av Los Angeles Kings som 110:e spelare totalt.
Han skrev som free agent på ett tvåårskontrakt med Dallas Stars värt 1,35 miljoner dollar den 1 juli 2018.

## Statistik
| 2005–06     | CYA Bantam Minor AAA           | T1EMBHL     | 28  | 13 | 10 | 23  | 26  | —  | —  | —  | —  | —  |
| 2006–07     | Team Illinois Bantam Major AAA | T1EBHL      | 31  | 17 | 14 | 31  | 12  | —  | —  | —  | —  | —  |
| 2007–08     | Team Illinois U16              | T1EHL U16   | 31  | 13 | 16 | 29  | 46  | —  | —  | —  | —  | —  |
| 2008–09     | U.S. National U17 Team         |             | 23  | 12 | 6  | 18  | 8   | —  | —  | —  | —  | —  |
|             | U.S. National U18 Team         | NAHL        | 42  | 15 | 13 | 28  | 50  | 9  | 5  | 2  | 7  | 4  |
| 2009–10     | USNTDP Juniors                 | USHL        | 27  | 4  | 4  | 8   | 22  | —  | —  | —  | —  | —  |
|             | U.S. National U17 Team         |             | 4   | 1  | 0  | 1   | 4   | —  | —  | —  | —  | —  |
|             | U.S. National U18 Team         |             | 49  | 4  | 10 | 14  | 30  | —  | —  | —  | —  | —  |
| 2010–11     | Wisconsin Badgers              | NCAA        | 41  | 8  | 11 | 19  | 32  | —  | —  | —  | —  | —  |
| 2011–12     | Wisconsin Badgers              | NCAA        | 37  | 14 | 16 | 30  | 37  | —  | —  | —  | —  | —  |
| 2012–13     | Wisconsin Badgers              | NCAA        | 42  | 23 | 13 | 36  | 22  | —  | —  | —  | —  | —  |
| 2013–14     | Wisconsin Badgers              | NCAA        | 37  | 22 | 13 | 35  | 18  | —  | —  | —  | —  | —  |
|             | Manchester Monarchs            | AHL         | 7   | 2  | 1  | 3   | 2   | 4  | 0  | 1  | 1  | 2  |
| 2014–15     | Manchester Monarchs            | AHL         | 76  | 22 | 23 | 45  | 25  | 18 | 13 | 9  | 22 | 8  |
| 2015–16     | Los Angeles Kings              | NHL         | 17  | 1  | 2  | 3   | 0   | —  | —  | —  | —  | —  |
|             | Ontario Reign                  | AHL         | 19  | 12 | 3  | 15  | 10  | 13 | 2  | 4  | 6  | 4  |
| 2016–17     | Ontario Reign                  | AHL         | 48  | 16 | 17 | 33  | 46  | 5  | 0  | 3  | 3  | 0  |
| 2017–18     | Ontario Reign                  | AHL         | 65  | 21 | 28 | 49  | 16  | 4  | 1  | 2  | 3  | 2  |
| 2018–19     | Texas Stars                    | AHL         | —   | —  | —  | —   | —   | —  | —  | —  | —  | —  |
| NHL totalt  | NHL totalt                     | NHL totalt  | 17  | 1  | 2  | 3   | 0   | —  | —  | —  | —  | —  |
| AHL totalt  | AHL totalt                     | AHL totalt  | 248 | 85 | 88 | 173 | 115 | 44 | 16 | 19 | 35 | 16 |
| NCAA totalt | NCAA totalt                    | NCAA totalt | 157 | 67 | 53 | 120 | 109 | —  | —  | —  | —  | —  |
| USHL totalt | USHL totalt                    | USHL totalt | 27  | 4  | 4  | 8   | 22  | —  | —  | —  | —  | —  |
| NAHL totalt | NAHL totalt                    | NAHL totalt | 42  | 15 | 13 | 28  | 50  | 9  | 5  | 2  | 7  | 4  |